# Schoner

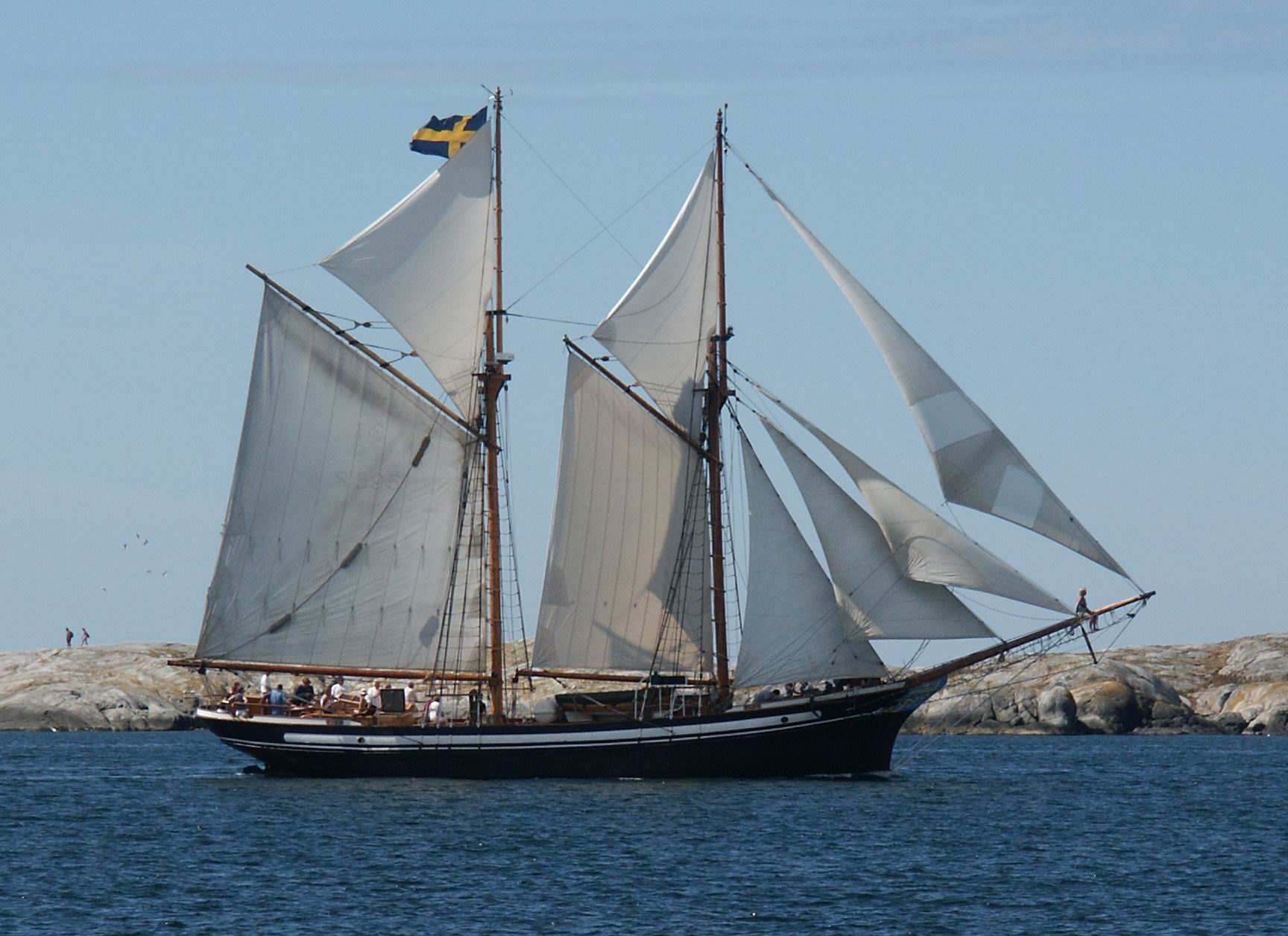
Schoner Atene: Zwei Gaffeltoppsegel (oben), darunter jeweils ein Gaffelsegel, vorne vier Vorsegel

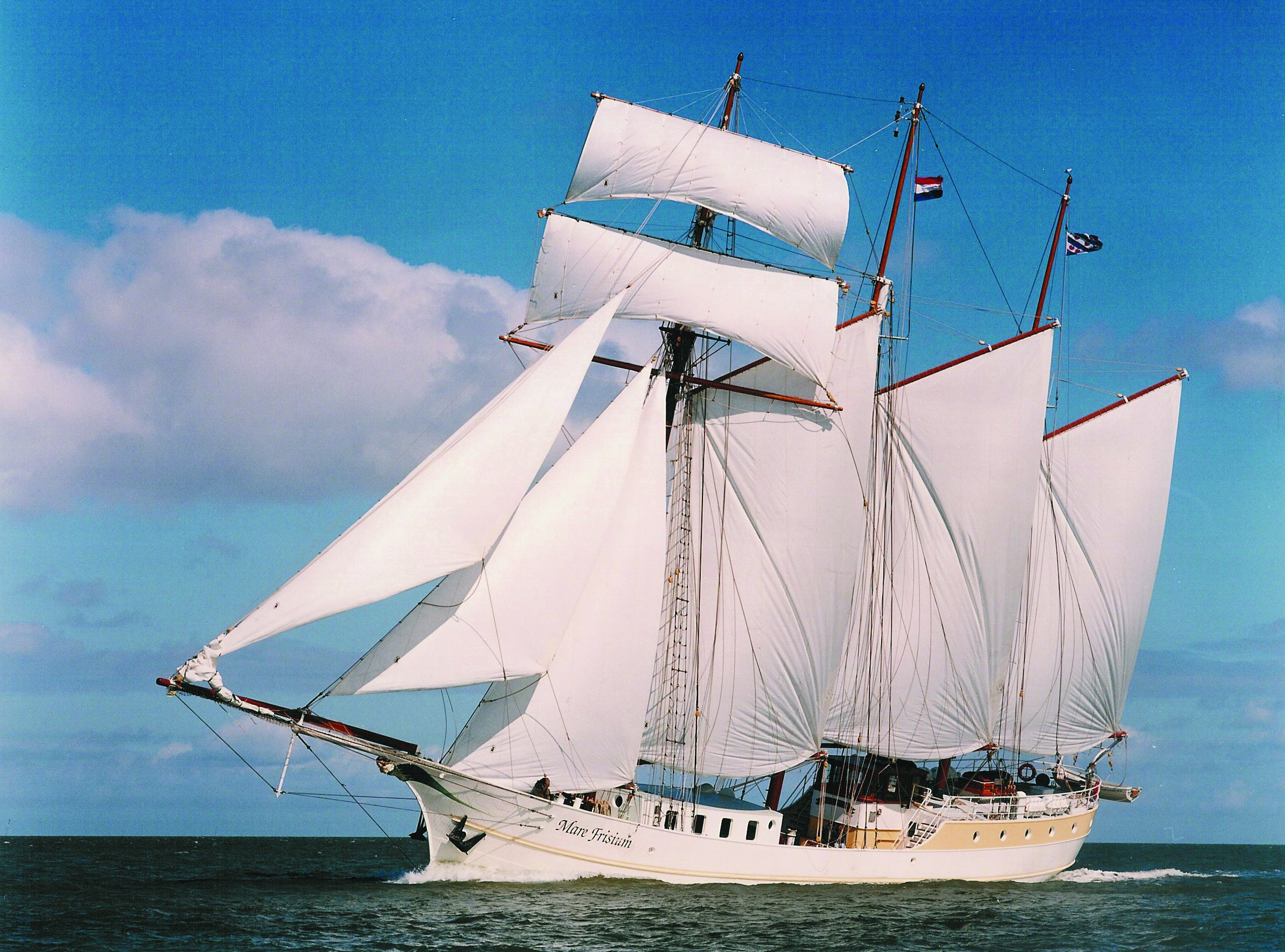
Dreimast-Marssegelschoner Mare Frisium unter vollen Segeln

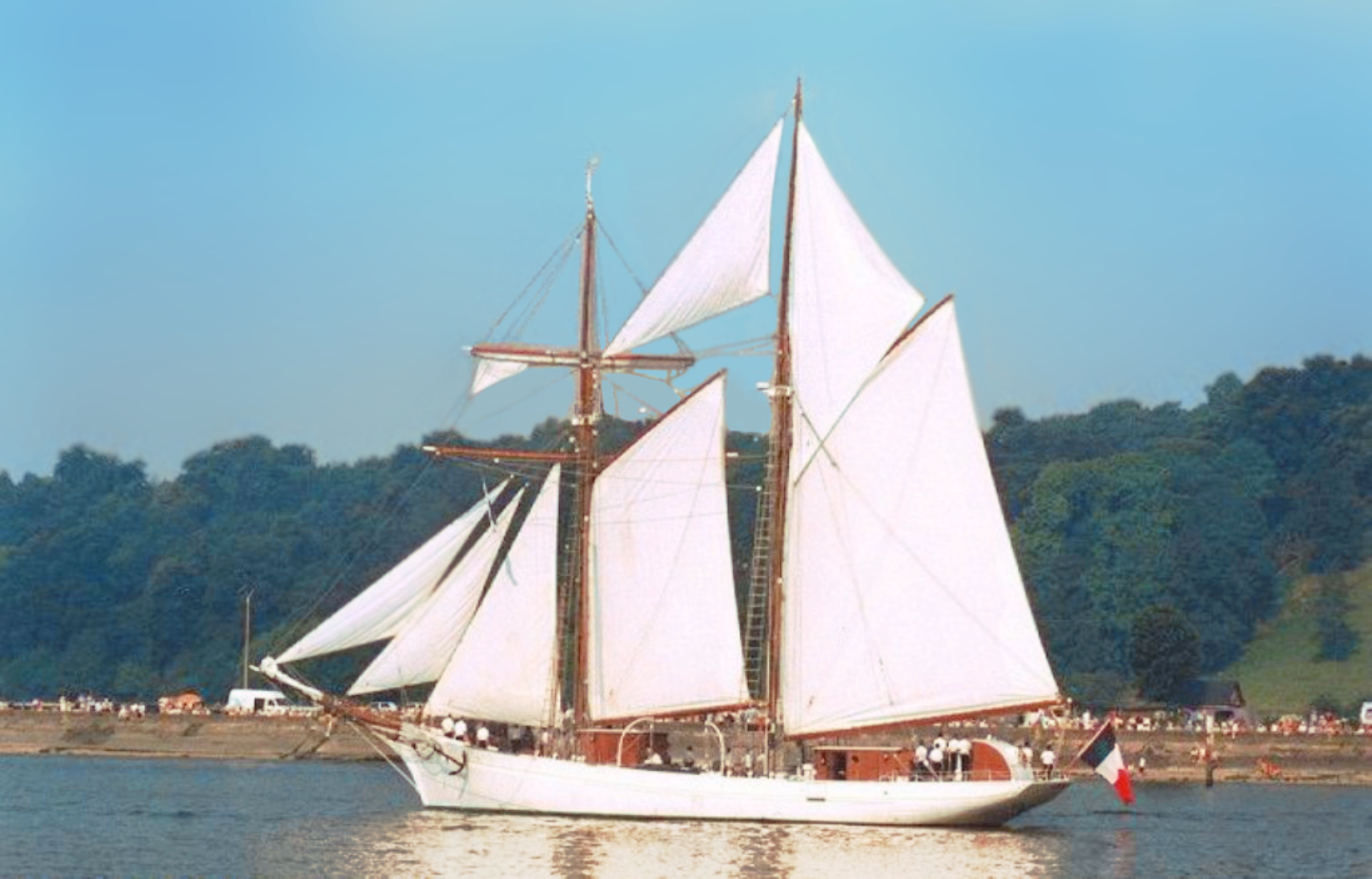
Französischer Schoner L'Etoile mit Toppsegelschonertakelung. Die Namen der Segel von vorn sind unten: Außenklüver, Innenklüver, Fock, Schonersegel, Großsegel; oben: Vortopsegel (geborgen), Grossstengstagsegel und Gaffeltoppsegel.

Ein Schoner, selten und veraltend auch Schooner oder Schuner, ist ein Segelschiff mit einer bestimmten Takelung, das zwei oder mehr Masten hat, an allen Masten Schratsegel als Hauptsegel führt und dessen vorderster Mast nicht der höchste ist. Ursprünglich hatten Schoner nur zwei Masten, später wurden auch Schoner mit drei und mehr Masten gebaut (z. B. Dreimastschoner Amphitrite); vor allem in den Vereinigten Staaten wurden im späten 19. und frühen 20. Jahrhundert Schoner mit fünf und mehr Masten gebaut.
Der vordere Mast (Fockmast) eines Schoners wird auch Schonermast genannt. Führt ein Schoner am Fockmast ein Gaffelsegel, heißt es Schonersegel. Als Stagsegel vor dem Schonermast werden meistens zwei Klüversegel und ein Focksegel gefahren.
Stagsegelschoner tragen als Hauptsegel statt der Gaffelsegel dreieckige Stag- und am achteren Mast ein Bermudasegel. Zusätzlich kann zwischen den Masttoppen ein „Fischermann“ genanntes Segel gesetzt sein. Am Fockmast werden oftmals die üblichen Vorsegel (Außenklüver, Klüver, Vorstagsegel) gefahren. Durch diese Takelung können die Schiffe sehr hoch am Wind segeln.
Die meisten Stagsegelschoner sind Dreimaster, es gibt aber auch Schiffe, die eine andere Zahl an Masten tragen.
Im Gegensatz zum Schoner heißen Zweimaster, deren hinterer Mast der kleinere ist, Ketsch oder Yawl.

## Geschichte
Der erste verbürgte Stapellauf eines Schoners fand 1713 in Gloucester (etwa 50 km nordöstlich von Boston) statt. Ein Zuschauer soll beim Stapellauf vermerkt haben: „There she scoons“ oder „Oh, see how she scoons“ („Da gleitet sie hin“ bzw. „Oh sieh, wie sie gleitet“). Der Erbauer dieses Schiffes, Kapitän Andrew Robinson, habe dann das Wort „Schooner“ geprägt. Seine Bezeichnung stammt von einem Verb aus dem schottischen Clydesdale-Dialekt ab: „to scoon“ (etwa „Steine übers Wasser gleiten lassen“, auch „gleiten“). Der Ursprung dieser Takelungsart stammte aus den Niederlanden.
Zunächst hatten Schoner nur zwei Masten und wurden vornehmlich mit Rahtopp getakelt (Toppsegelschoner, Schonerbrigg). Sie waren schnelle Schiffe und wurden im Kurierdienst, aber auch zur Piratenjagd eingesetzt. In Nordamerika begünstigen die Windverhältnisse die Verwendung von Gaffelsegeln auch für größere Schiffe in der Küstenschifffahrt, da dort Winde von oder nach der Küste vorherrschen, die den Rahschiffen bei Gegenwind das Anlaufen von Häfen sehr erschweren. So entwickelte sich der reine Gaffelschoner mit meistens zwei oder drei, seit 1864 mit vier, seit 1888 mit fünf, seit 1900 mit sechs Masten. Diese Schoner hatten dann keine Rahen mehr, sondern die Besegelung bestand ausschließlich aus Schratsegeln (Gaffel- und Stagsegel). Für die Bedienung dieser Segel vom Deck aus wurde nur eine kleine Mannschaft benötigt, zumal nachdem dampfbetriebene Hilfsaggregate eingesetzt wurden. Eine bedeutende Holzschiffswerft, auf der viele Schoner und Brigantinen erbaut wurden, war die von Matthew Turner in Benicia, der auch die Hochtakelung entwickelte.
Die großen Vier-, Fünf- und Sechsmastschoner wurden (ab 1900) als Frachtschiffe für Kohle, Holz, Öl etc. eingesetzt. Der größte jemals gebaute Schoner (aus Stahl) war die Thomas W. Lawson aus dem Jahre 1902 mit sieben Masten, 25 Segeln und ca. 18 Mann Besatzung (gegenüber ca. 45 Mann bei einem Fünfmastvollschiff wie der Preußen). Als größter hölzerner Schoner lief die 3.730 Bruttoregistertonnen (BRT) große Wyoming 1909 in Bath im US-Bundesstaat Maine vom Stapel. Sie war das längste je gebaute Holzschiff der Welt und fuhr im Kohle-Transport. Bemerkenswert war auch die Takelung der fünf Fünfmastschoner der Bremer Reederei F. A. Vinnen & Co. mit Marsrahtopp (drei Segel an vier Rahen) am Fockmast und am Mittelmast (sog. Rahschoner).
Kleinere Schoner dienten als Fischerei- und Lotsenschoner (Neufundlandschoner). Berühmt wurden die Wettrennen zwischen US-amerikanischen und kanadischen Fischereischonern, die seit 1920 in geregelter Form ausgetragen wurden. Legendäre Berühmtheit erlangte dabei die kanadische Bluenose von 1921.
Das spanische Schulschiff Juan Sebastián de Elcano, ein Viermastmarssegelschoner (mit Marsrahtopp), ist derzeit der größte Schoner auf See.

## Varianten

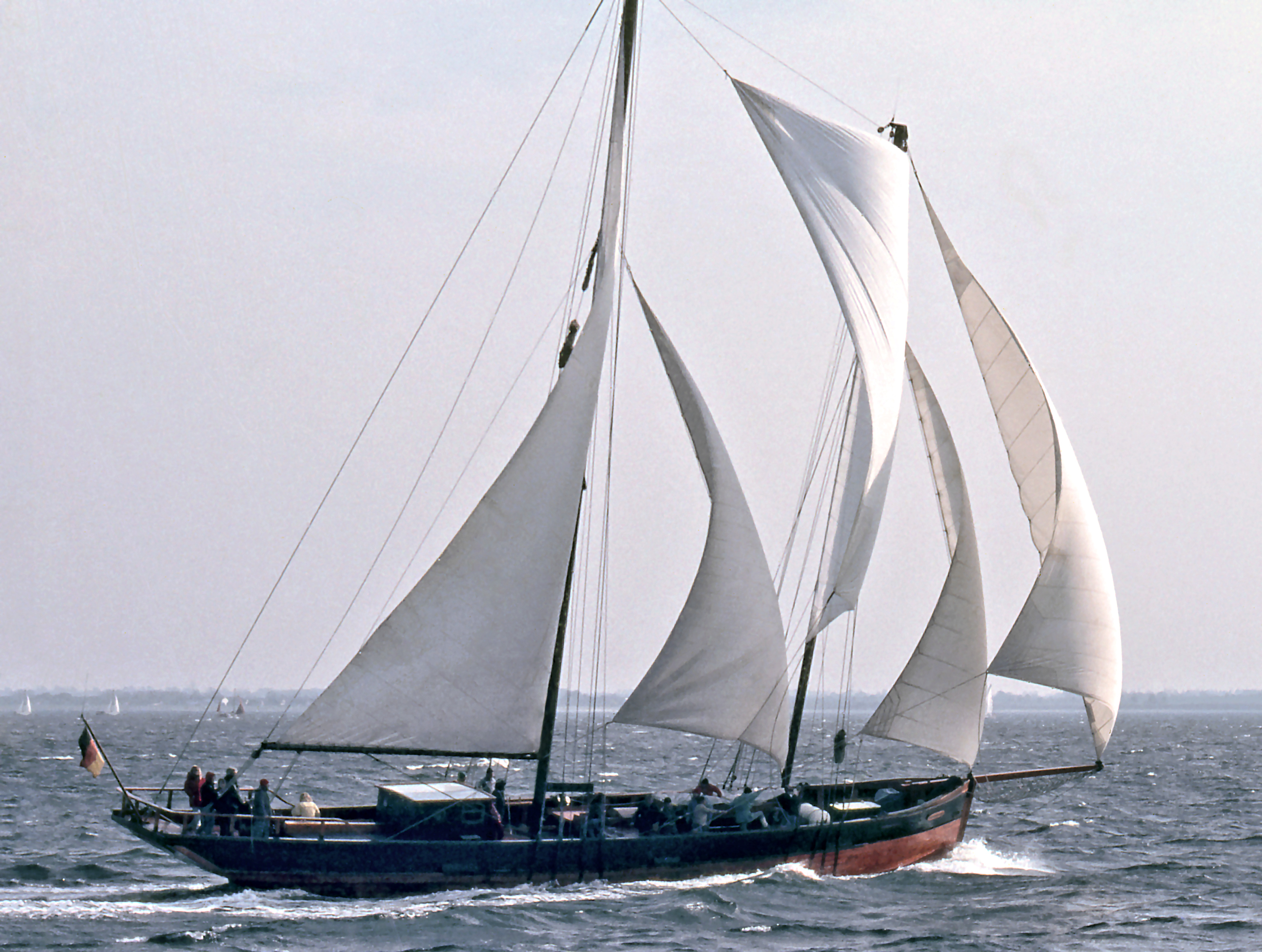
Stagsegelschoner Ethel von Brixham, Kieler Förde 1987

Nach der Art der Segelanordnung werden verschiedene Arten von Schonern unterschieden. Die Rumpfbauweise spielt dabei keine Rolle, da es sich beim Schoner um eine Takelungsart handelt.

### Schoner (im engeren Sinn)
Zwei- oder dreimastiger Bau mit Schonersegel am ersten Mast, Großsegel am zweiten Mast und, falls vorhanden, Besansegel am dritten Mast.

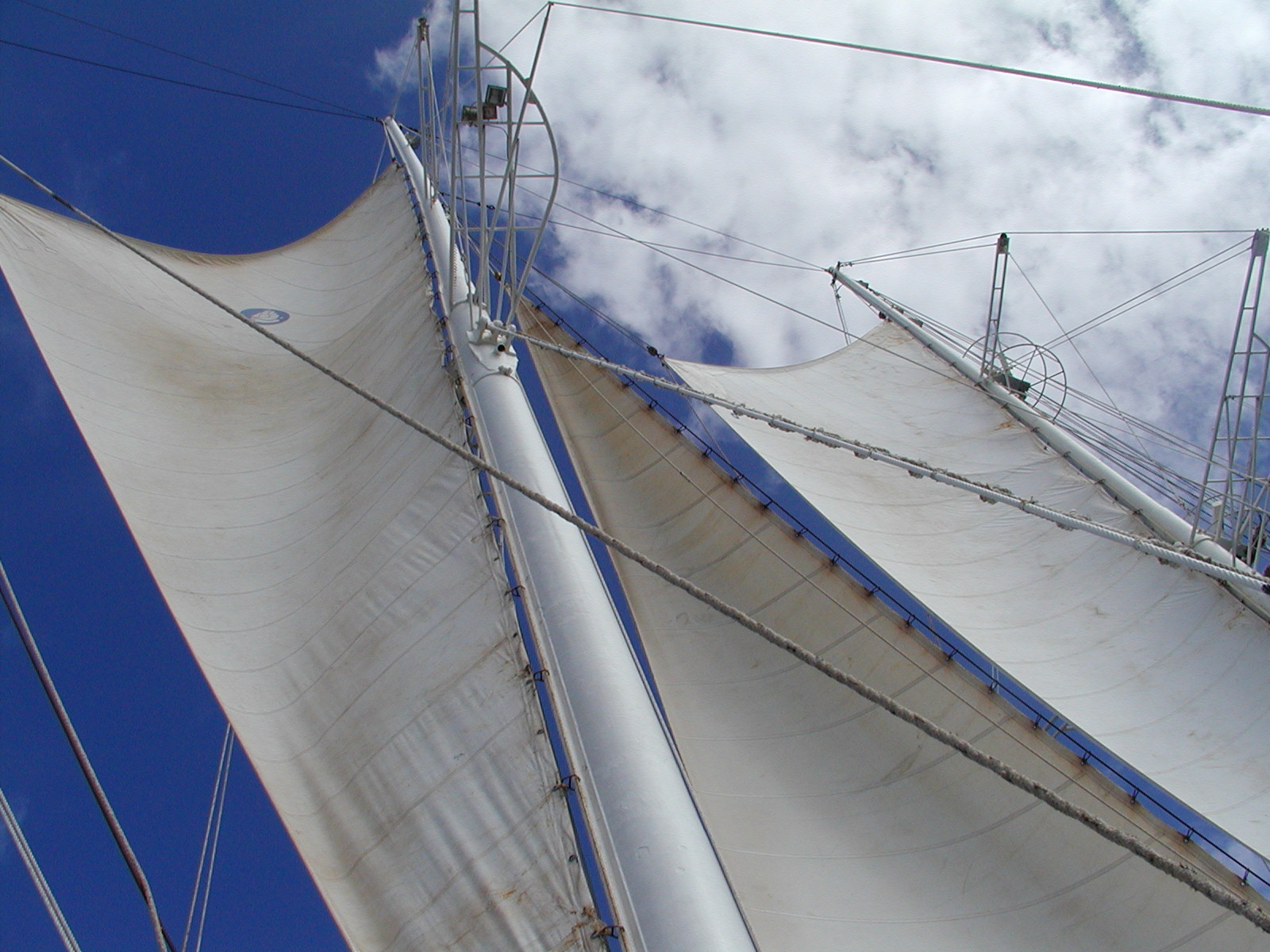
Takelage des Stagsegelschoners Polynesia

### Stagsegelschoner
Stagsegelschoner sind dreimastig und zweimastig, die Segelanordnung folgt dem Schonerprinzip. Die trapezförmigen Segel sind gegeneinander zwischen den Masten angeordnet. So ergänzen sich die Segel zueinander und erlauben eine schnellere Fahrt vor dem Wind. Am dritten Mast wird ein Besansegel verwendet.

### Toppsegelschoner
Führt mindestens am vorderen Mast oberhalb des Schonersegels ein Rahsegel (englisch: top sail).